# Godfrey Giffard

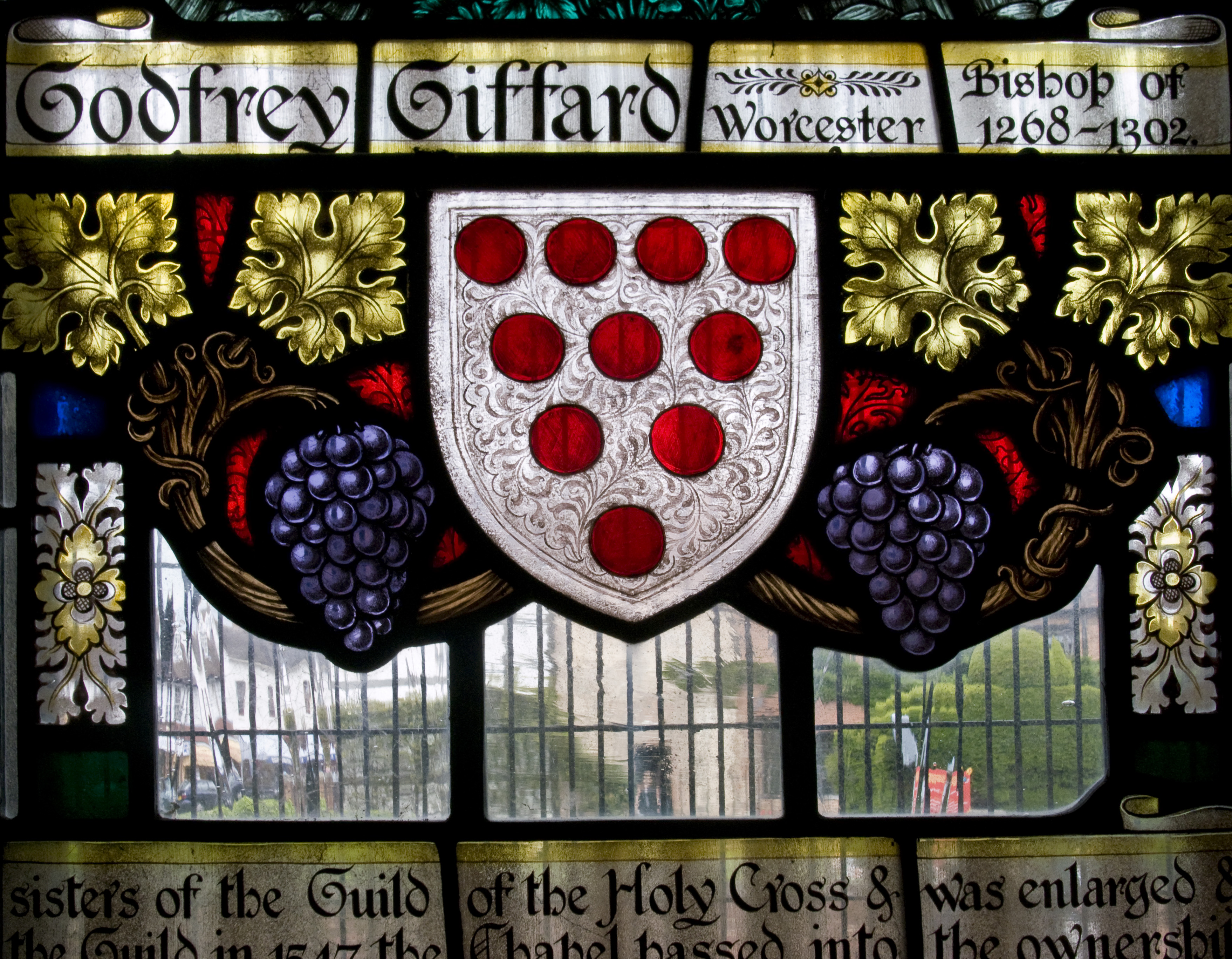
Fenster zum Gedenken an Godfrey Giffard und dem Wappen der Diözese Worcester. Glasmalerei in der Kapelle der Heiligkreuzgilde in Stratford-upon-Avon

Godfrey Giffard OFM (* unsicher: 1235; † 26. Januar 1302) war ein englischer Beamter und Geistlicher. Von 1266 bis 1268 war er zunächst königlicher Kanzler, ehe er ab 1268 für über 33 Jahre Bischof von Worcester wurde.

## Herkunft
Godfrey Giffard war wohl der zweite Sohn von Hugh Giffard und von dessen Frau Sybil, einer Tochter und Miterbin von Walter de Cormeilles. Sein Vater war königlicher Richter und lebte in Boyton in Wiltshire. Sein Vater Hugh Giffard hatte zeitweise das Amt des Constable of the Tower inne und war für die Erziehung des Thronfolgers Lord Eduard verantwortlich. Godfreys Mutter Sybil war Erzieherin der anderen königlichen Kinder und hatte Königin Eleonore bei der Geburt ihrer Kinder geholfen. Damit gehörten sie zum königlichen Haushalt, wo Godfrey auch seine Kindheit verbrachte. Godfrey studierte vermutlich zusammen mit seinem wohl älteren Bruder Walter in Cambridge, wo die Brüder 1251 zusammen ihren Abschluss als  Master of Arts machten. Walter wurde wie Godfrey Geistlicher und trat in den Dienst von König Heinrich III. Ihre Schwestern Mabel und Juliana wurden Nonnen und schließlich Äbtissinnen von Shaftesbury bzw. Wilton Abbey.

## Aufstieg als Geistlicher
In den 1260er Jahren stieg Giffard als Geistlicher und Beamter im Dienst des Königs auf. Nach dem Sieg der königlichen Partei im Zweiten Krieg der Barone wurde Giffard 1266  zunächst Chancellor of the Exchequer, ehe er Ende des Jahres Nachfolger seines Bruders Walter als königlicher Kanzler wurde. Sein Bruder Walter war 1264 Bischof von Bath und Wells und 1266 Erzbischof von York geworden und verschaffte seinem jüngeren Bruder in diesen Diözesen Pfründen. Allerdings gab es wegen dieses Nepotismus', wegen Godfreys Ämterhäufung und wegen seiner angeblich mangelnden Bildung und seiner geistlichen Disziplin Beschwerden. Deshalb zögerte Erzbischof Bonifatius von Canterbury im Mai 1268 zunächst, die Wahl von Godfrey zum Bischof der Diözese Worcester zuzustimmen. Der König belohnte Godfrey im Juni, indem er ihm die Einkünfte der vakanten Diözese Worcester überließ, die eigentlich dem König zugestanden hätten. Nachdem Godfrey am 23. September 1168 in Canterbury zum Bischof geweiht worden war, wurde er Weihnachten in Worcester inthronisiert.

## Bischof von Worcester

### Dienst für den König
Mit seiner Erhebung zum Bischof hatte Godfrey seine bisherigen kirchlichen und weltlichen Ämter niedergelegt. Dennoch war er in den 1270er Jahren noch verschiedentlich im Dienst des Königs tätig. 1270 und 1271 reiste er als Gesandter zu den walisischen Fürsten. 1272 wurde er mit beauftragt, einen Streit zwischen dem Kanzler der Universität von Oxford und den Studenten, dem Bürgermeister und den Bürgern von Oxford beizulegen. Im Mai 1273 brach er zusammen mit den Bischöfen Nicholas von Winchester und Walter von Exeter nach Frankreich auf, wo sie den vom Kreuzzug heimkehrenden neuen König Eduard begrüßen wollten. Erst nach sechs Monaten kehrte Godfrey nach Worcester zurück. 1278 sollte er als königlicher Richter in Hertfordshire und Kent dienen, doch nahm er dieses Amt nicht wahr. 1279 gehörte er dem Regentschaftsrat an, der für den nach Frankreich gereisten König die Regierung bildete.

### Geistliche Tätigkeit
Giffard widmete sich mit Eifer der Verwaltung seiner Diözese. Aus seiner Amtszeit ist ein umfangreiches Urkundenregister erhalten, dass das älteste erhaltene der Diözese Worcester ist. Es belegt Godfreys Arbeit als Seelsorger, Verwalter und kirchlicher Richter. Godfrey ließ eine Erhebung der Besitzungen der Diözese durchführen, dazu ließ er die bischöflichen Residenzen in Withington, Hartlebury Castle sowie die Kathedrale von Worcester erweitern und umbauen. Godfrey soll energisch und temperamentvoll gewesen sein, wobei er zunehmend an Gicht in beiden Füßen litt. Wegen Krankheit nahm er nicht 1274 am Konzil von Lyon teil. Ende der 1270er Jahre entwickelte er ein zunehmendes Interesse an den Bettelorden. 1279 wurde er zum Bewahrer der Rechte des Dominikanerordens in England ernannt, und nachdem er bereits 1277 eingeladen worden war, dem Franziskanerorden beizutreten, trat er 1282 diesem bei. Nach dem Tod seines Bruders Walter 1279 erbte er dessen umfangreichen Besitzungen.
In den 1280er Jahren hatte Giffard Auseinandersetzungen mit dem Benediktinerpriorat Great Malvern und mit der Kollegiatkirche St Mary's in Warwick, die Exemtion von der bischöflichen Oberhoheit beanspruchten. Auch mit dem Kathedralpriorat von Worcester hatte Giffard einen langen Streit, als er die Patronatsrechte von einigen Kirchen, die den Bischöfen gehörten, der Kollegiatkirche von Westbury-on-Trym übertragen wollte, um so neue Pfründen zu schaffen. Die Mönche des Kathedralpriorats fürchteten, dass das Stiftskapitel von Westbury in Konkurrenz zu ihnen stehen würde und weigerten sich konsequent, Giffards Plan zuzustimmen. Giffard übte deshalb Druck auf die Mönche aus, und erst nach Vermittlung durch den königlichen Kanzler Robert Burnell konnte 1291 eine Verständigung erreicht werden. Das Vorhaben von Giffard, die Patronatsrechte nach Westbury zu übertragen, wurde ausdrücklich von der Vereinbarung zwischen Giffard und dem Kathedralpriorat ausgenommen, womit sein Plan faktisch gescheitert war. Wie zahlreiche andere Bischöfe lehnte Giffard auch den Anspruch von Erzbischof John Pecham von Canterbury ab, als Metropolit in die Gerichtshoheit der Suffraganbistümer eingreifen zu können. Nach dem Tod von Bischof Thomas de Cantilupe von Hereford 1282 übernahm Giffard die Führung der Opposition gegen den Erzbischof. Der Konflikt zwischen Giffard und Pecham konnte erst im März 1284 beigelegt werden. Ab 1300 hatte Giffard noch einen schweren Konflikt mit Erzbischof Thomas of Corbridge über die Rechte an der Kirche St Oswald’s bei Gloucester. In den Streit mischten sich auch der König ein, der die Kirche als Eigenkirche beanspruchte, und schließlich Erzbischof Winchelsey von Canterbury ein. Der Konflikt war beim Tod von Giffard noch nicht entschieden und beschäftigte deshalb noch seinen Nachfolger als Bischof. Einen weiteren Streit hatte Giffard spätestens seit 1299 mit Walter de Burdon, dem Archidiakon von Gloucester, der dem Bischof Eingriffe in seine Rechte vorwarf, sich aber 1300 dem Bischof unterwerfen musste.
Trotz dieser Konflikte und mehrerer anderen noch laufenden Prozesse verliefen die letzten Jahre von Giffards Amtszeit verhältnismäßig friedlich. Dies lag wohl vor allem an seinem sich zunehmend verschlechternden Gesundheitszustand. Ab 1295 ließ er sich als Bischof zunehmend vertreten, und nach 1297 beauftragte er Bischof John Monmouth von Llandaff mit der Erledigung zahlreicher Aufgaben. Als Erzbischof Winchelsey unter anderem wegen des Streits um St Oswald’s 1301 als Metropolit eine Visitation in Worcester durchführte, fand er Giffard krank und erblindet vor. Dennoch bestand Giffard auf seinen Rechten, ließ selbst unermüdlich Visitationen durchführen und versuchte die Visitation durch den Erzbischof zu verhindern. Winchelsey kritisierte das prächtige Grabmal, dass Giffard bereits für sich hatte anfertigen lassen, und setzte mehrere Amtsträger des Kathedralpriorats ab. Dies versuchte Giffard noch rückgängig zu machen. Spätestens ab August 1301 war Giffard jedoch unfähig, sein Amt auszuüben. Er machte am 13. September 1301 in Kempsey sein Testament, starb aber erst vier Monate später. Am 4. Februar 1302 wurde er unter Leitung seines Freunds John Monmouth in seinem vorbereiten Grabmal in der Kathedrale von Worcester beigesetzt. Später wurde das Grabmal wieder aus der Kirche entfernt.